# Museo di arte moderna di Avezzano
La pinacoteca di arte moderna di Avezzano, dedicata al critico d'arte Ernesto Pomilio, è ospitata all'interno del castello Orsini-Colonna di Avezzano. Dal 2015 il museo è in fase di riallestimento espositivo.

## Storia e descrizione

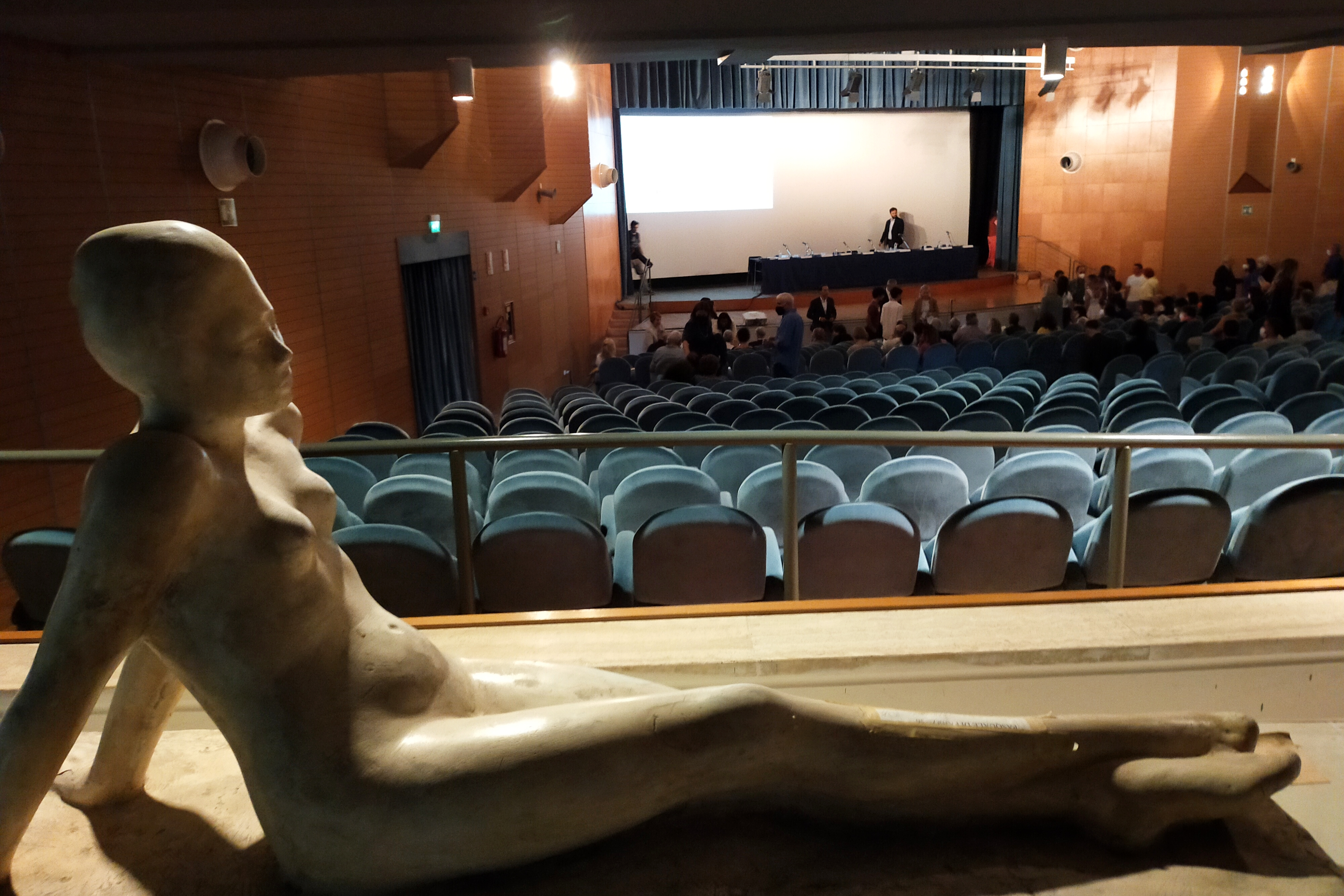
Scultura femminile (1956), opera di Pasquale Di Fabio

Fu inaugurata con il nome di "galleria civica d'arte moderna" nel 1949 nei locali del palazzo di città che hanno ospitato il museo lapidario marsicano fino al 1989. 
Nel 1994 con il termine dei lavori di ristrutturazione e recupero del castello Orsini-Colonna, la galleria d'arte moderna ha vissuto una nuova inaugurazione nel piano superiore del maniero. Ospita pitture e sculture indirizzate verso l'astrattismo geometrico, l'informale, le tecniche collagistica e decollagistica e quelle figurative e astratte.
Nella pinacoteca sono esposte le opere, catalogate inizialmente in una futura prospettiva museale stabile, che parteciparono negli corso di diversi anni al Premio Avezzano, una rassegna nazionale di pittura e scultura riservata agli artisti contemporanei che si è svolta con cadenza annuale dal 1949 fino alla fine degli anni settanta. L'importante rassegna, nelle sue prime edizioni fu chiamata "Mostra marsicana", nel 1952 "Mostra di Arti Figurative", un anno dopo "Mostra d'Arte Regionale" e, infine, a partire dal 1957, fu denominata "Premio Avezzano".
Essa nacque per la volontà e l'operosità di alcuni giovani artisti ed aveva lo scopo di risollevare culturalmente una città segnata prima dal terremoto e poi dai bombardamenti alleati della seconda guerra mondiale.
Ha presentato le opere di Enrico Accatino, Getulio Alviani, Giuseppe Bellei, Antonio Bragaglia, Remo Brindisi, Giuseppe Carrino, Carlo Colonnello, Pino Conte, Pasquale Di Fabio, Marcello Ercole, Enzo Frittella, Stefano Lustri, Saro Mirabella, Emilio Notte, Vito Pancella, Pino Pascali, Francesco Piccini, Mauro Reggiani, Nicola Rubino, Mario Schifano, Mauro Sguanci, Dante Simone, Cesare Tacchi, Ermanno Toccotelli e Luigi Veronesi. Altre opere esposte parteciparono al "Premio Marsica" del 1978, una mostra regionale d'arte sacra, che si svolse ad Avezzano. Il museo infine espone le donazioni di tanti artisti: Amadio, Tazio Angelini, Barone, Bongiovanni, Carboni, Ceccobelli, De Sario, Di Prinzio, Donzelli, Emblema, Fioretti, Gonzales, Marazzi, Marconi, Marini, Antonio Mastroianni, Piattella, Sguanci, Tulli e Valentini.
Molti i protagonisti dell'arte in Abruzzo presenti nello spazio espositivo di Avezzano: Domenico Colantoni, Mario Lupo, Antonio e Luigi Di Fabrizio, Salvatore Fornarola, Gaetano Memmo, Vito Pancella.
Tra le opere più significative figurano: Bucranio di Pino Pascali, Nike di Vito Pancella, Composizione di Saro Mirabella, Futurismo rivisitato di Mario Schifano, Costruzione L3 di Luigi Veronesi, Progetto 1944 di Mauro Sguanci, Composizione di Mauro Reggiani. Alcune opere sono state collocate all'interno del teatro dei Marsi. Nel primo piano del castello sono stati esposti i plastici che riproducono la città di Avezzano prima del sisma del 1915, in particolare il centro storico della città, lo stesso castello Orsini-Colonna e il palazzo Torlonia.